# Серрицлев, Флемминг
Флемминг Серрицлев (дат. Flemming Serritslev; род. 18 февраля 1947, Копенгаген) — датский футболист и футбольный тренер.

## Клубная карьера
Серрицлев, большую часть своей игровой карьеры провёл в клубе «Вайле». Данный период был одним из лучших в истории клуба. В этот период уместились три золота чемпионата в 1971, 1972 и 1978 годах, а между ними ещё и серебро 1974 года, а также три кубка Дании — 1971/72, 1974/75, 1976/77 года. В общей сложности в чемпионате Серрицлев провёл 267 матчей за «Вайле».

## Тренерская деятельность
Тренерские успехи к Серрицлеву пришли в 1990 году, когда он вывел клуб Б 1909 в Первый дивизион Дании (Высшая лига). Спустя два года, в 1992 году, стал ассистентом главного тренера Сборной Дании по футболу, сменив на этой должности Яна Поульсена. 8 лет проработал Серрицлев на этой должности, после чего стал главным тренером молодёжки датской сборной, где сместил всё того же Поульсена. Не сыскав лавров, в 2006 году пришёл в «Вайле». Однако долгое сотрудничество Серрицлева с клубом не было осуществленно ввиду проблемной атмосферы находящейся в клубе. Спустя полгода покинул клуб. В 2008 году был принят в качестве главного тренера нигерийской команды «Насарава Юнайтед». Через полгода ушёл из клуба.
В 2009 году Флемминг Серрицлев был назначен главным тренером молодёжной сборной Армении. Датскому специалисту было доверено руководить молодёжкой в отборочном цикле к чемпионату Европы среди молодёжных команд 2011 года. Первый блин вышел комом. В гостевой игре против швейцарской сборной армянская молодёжка потерпела поражение — 1:2. Далее были ещё 3 поражение, а после ничья против Эстонии (1:1).  После чего последовали 3 победы подряд, в которых была повержена эстонская и дважды ирландская молодёжные сборные. 3 победы дали возможность поборосться за 2 место в группе, но последующее поражение от Грузии (2:3) перечеркнули надежды, однако в ответной игре в Тбилиси армянская сборная на добавленных минутах дважды забила, тем самым не дала своим соперникам выйти на 2 место.
Летом 2010 года был назначен техническим директором иранского клуба Мес, выступающего в Высшей лиге, и одновременно главным тренером Мес Б. 25 августа 2011 года, после отставки главного тренера Самада Марфави, выполнял функции исполняющего обязанности главного тренера до тех пор, пока не нашли кандидата на эту должность. Сменил Серрицлева Мирослав Блажевич.
С 2015 по 2018 Серрицлев был тренером сборной Папуа-Новой Гвинеи, с которой в 2016 году завоевал серебряные медали Кубка наций ОФК — высшее достижение сборной.
С 2020 является тренером сборной Фиджи.